# 玩命憂步
》是一部2019年美國動作喜劇片，由麥可·道斯執導，泰瑞柏·克蘭西（Tripper Clancy）撰寫劇本，其主演包括庫梅爾·南賈尼、戴夫·巴帝斯塔、伊科·烏艾斯、娜塔莉·摩拉利斯、貝蒂·吉爾平、吉米·塔特羅、蜜拉·索維諾及凱倫·吉蘭。《玩命憂步》2019年3月13日在西南偏南上首映，2019年7月12日在美國上映。

## 劇情
故事敘述性情溫和的Uber司機史都在載上一名警探維克後，也一同陷入了危機之中。在面對槍林彈雨及壞人的同時，史都必須發揮智慧、與維克共同合作，以維持他對乘客的高品質服務。

## 演員
- 庫梅爾·南賈尼飾演史都（Stu）
- 戴夫·巴帝斯塔飾演維克多·「維克」·曼尼（Victor "Vic" Manning）
- 伊科·烏艾斯飾演泰約（Teijo）
- 娜塔莉·摩拉利斯（英语：Natalie Morales (actress)）飾演妮可（Nicole）
- 貝蒂·吉爾平飾演貝卡（Becca）
- 吉米·塔特羅飾演瑞奇·桑達斯基（Richie Sandusky）
- 蜜拉·索維諾飾演安吉·麥亨利警監（Captain Angie McHenry）
- 凱倫·吉蘭飾演莫瑞絲（Morris）
- 史蒂夫·豪威飾演費利克斯（Felix）

## 發行
《玩命憂步》2019年3月13日最先在西南偏南上舉行全球首映。該片原由二十世紀福斯發行，而在被華特迪士尼工作室電影收購後則改由後者負責發行。該片定於2019年7月12日美國上映，成為迪士尼繼《危機解密》（2013年）後發行的首部R級電影。

## 外部連結
- 互联网电影数据库（IMDb）上《玩命憂步》的资料（英文）